# قاتلین پیرمرد
قاتلین پیرمرد تله فیلمی به کارگردانی اصغر نعیمی و تهیه‌کنندگی حسن توکل‌نیا است. این فیلم محصول سال ۱۳۸۷ است.

## خلاصه فیلم
زوج جوانی برای حل مشکلاتی که بر سر راه ازدواجشان قرار دارد، دست به کارهای عجیب و تأمل‌برانگیزی می‌زنند و...